# エクセドラ

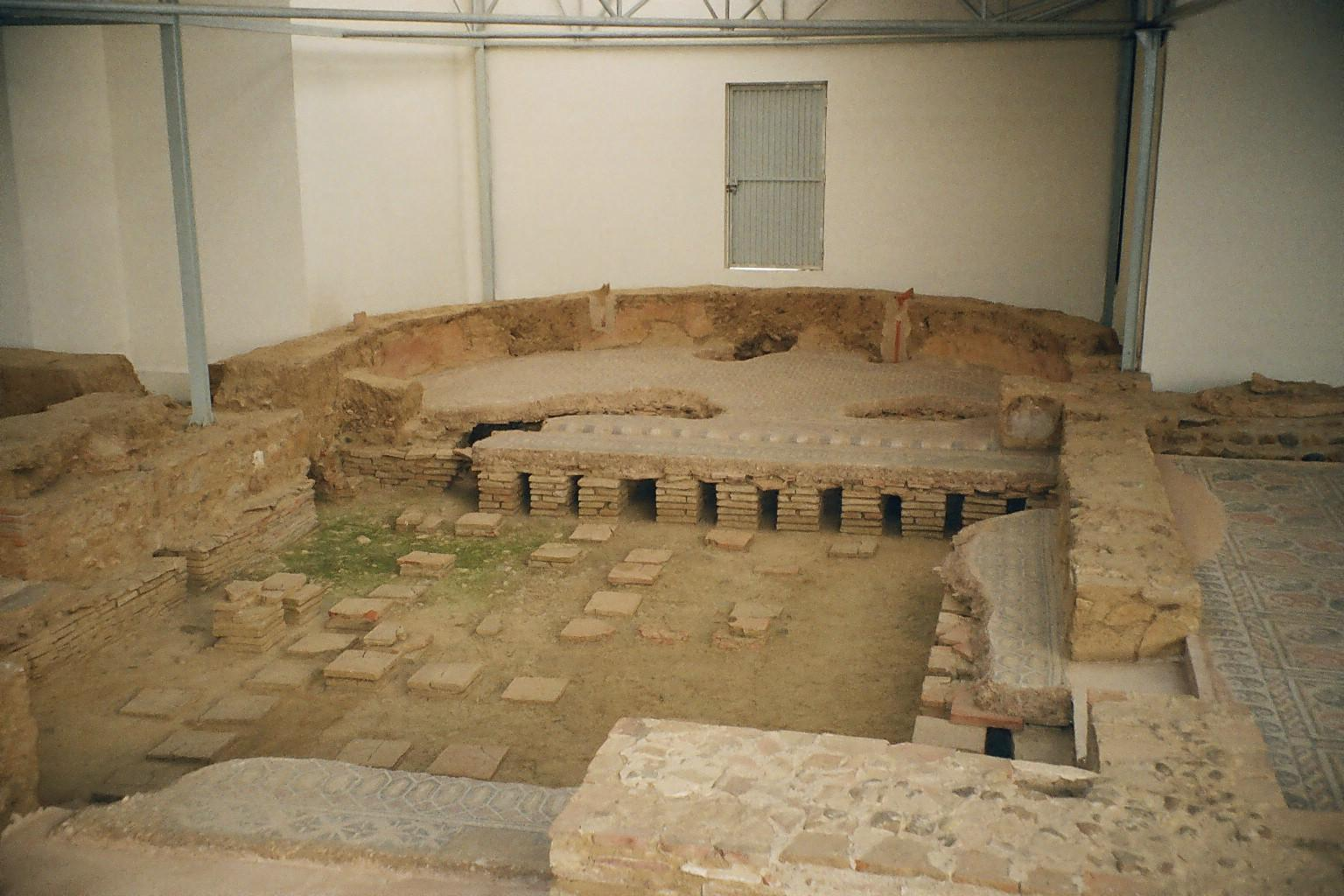
後期ローマの個人宅の遺跡。床が残っている部分がエクセドラ。部屋の他の部分は失われており、その床の断面から床下暖房設備が見えている。

エクセドラ（exedra）は建築物における半円形の部分で、その上部は半ドームになっていることが多く、一般に建物の正面にある。ギリシア語で「ドアの外の座席」を意味し、柱廊に面した部屋で湾曲した背もたれの高い石造りのベンチに取り囲まれていて、哲学的会話に最適な場所だった。また、列柱の途中の湾曲した部分をエクセドラということもあり、半円形の座席が置かれていることもある。
典型的なエクセドラは、湾曲した壁に沿って石造りのベンチを設置している。独立したエクセドラには元々は青銅の肖像彫像が置いてあり、ギリシア文明の建築物としては典型的である。例えばデロス島やエピダウロスといった聖域や聖地によく見られた。古代ギリシアのエクセドラは、都市国家のアゴラに関連して建設されることもあった。例えば、プリエーネー（en）のアゴラに見られる。

## ローマ建築
ローマ帝国期のローマ建築でもエクセドラはよく見られる。ネロのドムス・アウレアにはエクセドラが多用されていて、それによってパーティルームの容積を増やしていた。それまで個人の邸宅でエクセドラや半ドームを見たことがなかったため、ローマ市民がネロの宮殿に驚かされる一因となった。エクセドラは通常、公共の建築物にあった。ローマのギュムナシオンで雄弁家や哲学者が議論を戦わせた場所はエクセドラであり、彼らが集まる列柱郭に面してあった。バシリカには入り口の反対側の奥に大きめのエクセドラがあり、いくつか段があって、裁判などを行う際に政務官らがそこに座って傍聴した。この場所をラテン語で tribuna と呼び、壁を背にして床が高くなっている場所（エクセドラになっていることが多い）をtribuneと呼ぶようになった。

## ローマ以後の使用

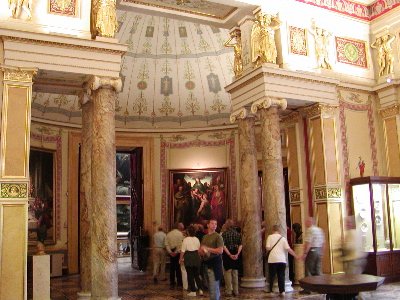
エルミタージュ美術館にあるエクセドラ。レオ・フォン・クレンツェが新古典主義様式の部屋として採用した。（ロシア サンクトペテルブルク）

ローマ帝国の滅亡後もエクセドラは様々な建築に採用されている。ビザンティン建築やロマネスク建築では、エクセドラからアプスへ発展した。後期ビザンティン建築で複雑な設計がなされるようになると、エクセドラという用語はアプスの周囲の二次的なアプスや壁龕を指すようになった（conchと呼ぶ場合もある）。エクセドラを採用した建築として有名なものとして、ドナト・ブラマンテがバチカン宮殿の拡張を行った際のコルティレ・デル・ベルヴェデーレ（en） がある。
イスラム建築では、エクセドラはミフラーブとなった。
バロック建築や新古典主義建築でもエクセドラを使っていた。バロック（例えば、コルトーナの Villa Pigneto）では陰影の演出のため、新古典主義では壁の高さが段階的に高くなっていくことを強調するためにエクセドラを利用した。バロック期のエクセドラは従来のものより小型化しており、その典型例がトレヴィの泉の中央にあるネプトゥーヌス像を設置した壁龕である。
新古典主義の建築家ロバート・アダムやその後継者らは、室内のエクセドラを多用した。18世紀には、庭園にエクセドラ状の壁を設けて、庭に区切りをつけることが流行した。例えば、ベルトン・ハウス（en） や ウェスト・ウィコム・パーク（en） に見られる。